# Ángel Calderón de la Barca y Belgrano
Ángel Calderón de la Barca y Belgrano (Buenos Aires, Virregnat del Riu de la Plata, 2 d'octubre de 1790 - Sant Sebastià, 31 de maig de 1861) va ser un diplomàtic i polític espanyol, ministre durant el regnat d'Isabel II.

## Biografia
Era fill de l'administrador de duanes José María Calderón de la Barca y Vera i la criolla Josefa Belgrano El 1808 marxà a Londres, d'on va tornar a Espanya per lluitar a la guerra del francès. Fou fet presoner i va passar un temps confinat a Dijon.
Diplomàtic des de l'any 1819, es va casar poc després amb Isabel de Vera y Sotosánchez. Secretari en 1820 de la legació espanyola a Rússia, destinat després – des de 1825 - a Londres. A la ciutat britànica va conèixer l'escocesa Frances Erskine Inglis, amb qui es casaria en 1838.
De 1835 a 1839 seria intermitentment encarregat de negocis als Estats Units (fou destituït un temps per negar-se a jurar la Constitució Espanyola de 1812), i de 1839 a 1841 seria Ministre Plenipotenciari a Mèxic (ambaixador). En 1844 torna a Espanya, on fou nomenat subsecretari d'Estat, però dimití al cap de poc per ser nomenat novament ambaixador als Estats Units. Allí mantindria una activa correspondència amb l'hispanista americà William Hickling Prescott. En juny de 1853 deixa l'ambaixada quan és nomenat Ministre d'Estat en el gabinet de Francisco Lersundi, càrrec que mantindrà fins a juliol de 1854. En 1853 fou nomenat senador vitalici.
Després de la vicalvarada (1854) es va amagar a l'ambaixada de l'Imperi Austríac i després a la de Dinamarca. Després es va exiliar a França, d'on va tornar en 1856. En tornar es va retirar a les seves possessions de Zarautz i va publicar la traducció al castellà de Fabiola del cardenal Nicholas Patrick Stephen Wiseman.